# Oľga Pavúková
Oľga Pavúková (29. července 1944 Trenčín – 26. dubna 2016 Modra) byla slovenská muzejní pracovnice a československá politička, po sametové revoluci poslankyně Sněmovny národů Federálního shromáždění za Slovenskou národní stranu.

## Biografie
Původním povoláním byla pedagožka a muzeoložka. Základní a střední školu absolvovala v rodném Trenčíně. Pak studovala Pedagogickou fakultu Univerzity Komenského v Bratislavě, kterou dokončila roku 1966. Následně byla krátce učitelkou v Plavých Vozokanech a v Juru nad Hronem v okrese Levice. Potom pracovala v Muzeu Ľudovíta Štúra v Modre, od roku 1971 jako samostatná odborná pracovnice, od roku 1975 coby zastupující ředitelka a od roku 1982 jako řádná ředitelka. V době jejího působení v této funkci prošlo muzeum rekonstrukcí a roku 1978 byla otevřena nová štúrovská expozice. Z funkce ředitelky této instituce se dočasně stáhla počátkem 90. let kvůli svému politickému působení (viz níže). Po konci svého parlamentního mandátu se do muzea vrátila. Působila pak do roku 2006 ve městě Modra jako ředitelka Muzea Ľudovíta Štúra. Iniciovala akci Po stopách najnadanějšího oravského drotára Martina Kukučína, když působil v Chorvatsku.
Ve volbách roku 1990 byla zvolena za SNS do slovenské části Sněmovny národů (volební obvod Západoslovenský kraj). Mandát obhájila ve volbách roku 1992. Ve Federálním shromáždění setrvala do zániku Československa v prosinci 1992.
Zemřela 26. dubna 2016 v Domě sociálních služeb ve městě Modra.